# Valenton

Położenie Valenton w ramach aglomeracji paryskiej

Valenton – miejscowość i gmina we Francji, w regionie Île-de-France, w departamencie Dolina Marny.
Według danych na rok 1990 gminę zamieszkiwało 11 110 osób, a gęstość zaludnienia wynosiła 2092 osób/km² (wśród 1287 gmin regionu Île-de-France Valenton plasuje się na 230. miejscu pod względem liczby ludności, natomiast pod względem powierzchni na miejscu 654.).